# Rent (film)
Rent är en amerikansk musikal-dramafilm från 2005 i regi av Chris Columbus. Filmen är baserad på Jonathan Larsons musikal med samma namn.

## Handling
Rent handlar om ett gäng unga bohemer och deras kamp med fattigdomen, aids och kärleken i slutet av 1980-talet och början på 1990-talet i East Village i New York.
I handlingens centrum står de två vännerna Mark och Roger, som delar lägenhet. De är båda fattiga och kämpar med sina respektive karriärdrömmar - Mark vill bli filmmakare medan Roger vill bli musiker. Under julhelgen kommer deras gamle vän Tom Collins på besök för att fira jul och nyår tillsammans med sina vänner. Under sin korta vistelse i New York träffar han Angel, en transvestit som han blir förälskad i och inleder ett förhållande med. Samtidigt får Roger upp ögonen för Mimi, en strippa som precis flyttat in i lägenheten nedanför.
Musiken är av rockstil och texterna säger otroligt mycket om livets snårigheter. Filmen tar upp ämnen som fattigdom, aids och utanförskap.

## Om filmen
Filmen är baserad på musikalen med samma namn, skriven av Jonathan Larson. Till grund för både musikalen och filmen ligger La Bohème, en berömd opera av Giacomo Puccini

## Rollista i urval
- Anthony Rapp - Mark Cohen
- Adam Pascal - Roger Davis
- Rosario Dawson - Mimi Marquez
- Jesse L. Martin - Tom Collins
- Wilson Jermaine Heredia - Angel Dumott Schunard
- Idina Menzel - Maureen Johnson
- Tracie Thoms - Joanne Jefferson
- Taye Diggs - Benny, Benjamin Coffin III